# 李瑜 (嘉靖進士)
李瑜（？—？），字季純，號秀峯，陝西西安府三原縣人，軍籍，明朝政治人物。

## 生平
陝西鄉試第十七名舉人。嘉靖三十二年（1553年）中式癸丑科三甲第一百一十一名進士。兵部观政，授山西安邑知县，擢授吏科给事中，四十年十月升吏科右，四十一年三月升工科左，十一月升刑科都，四十三年二月升山东左参政。

## 家族
曾祖李準；祖父李文通；父李宗海，母張氏。兄李珍（省祭官）、李玠（生员）。